# NEMO (aknavető)
A NEMO (New mortar, vagyis "új aknavető") a finn Patria vállalat által kifejlesztett félautomata 120 mm-es aknavető, amely szinte bármilyen kerekes vagy lánctalpas harcjárműbe beépíthető, de még vízi alkalmazására is van példa. Az ember nélküli távirányítású toronyban elhelyezett aknavető 2013 óta áll használatban a finn hadseregben 8×8-as moduláris felépítésű harcjárművekre (AMV) telepítve.
A Magyar Honvédség 24 darab aknavetős Lynx harcjárműveit is NEMO aknavetőkkel fogják felszerelni.

## Kialakítás és jellemzők
A NEMO félautomata 120 mm-es aknavető, amely távirányítású toronyban van elhelyezve. Irányzása teljesen automatikus, a megkapott koordináták alapján a tűzvezető rendszer automatikusan irányozza az aknavetőt. A rendszer képes önállóan is tevékenykedni a toronyban elhelyezett elektro-optikai célzórendszer segítségével. Az aknavető közvetlen irányzással is tüzelhet, mint egy harckocsi löveg.
A fegyver kiszolgálásához egy irányzóra és két töltőre van szükség, akik a jármű küzdőterében folyamatosan töltik az aknavetőt. A töltés az egyetlen manuális munkafolyamat a rendszer használata során. Szükség esetén egyetlen fő is képes tölteni az aknavetőt, bár ez kihathat a tűzgyorsaságra.
Rövid ideig 10,  tartósan 6 lövést tud leadni percenként. A NEMO képes a „több lövés, egyidejű becsapódás” (MRSI) képességre vagyis 6 olyan különböző röppályájú lövést tud leadni, amelyek nagyjából egyidőben csapódnak be a célterületre. Ennek azért van jelentősége, mert az ellenségnek nincs ideje reagálni, fedezékbe vonulni vagy ellencsapást mérni.

A fegyver hatásos lőtávolsága több mint 10 km és bármely NATO szabvány szerinti 120 mm-es aknagránát használható hozzá. A lőszerkészlet a hordozó jármű függvénye. Szinte bármely 6×6, 8×8 kerékképletű vagy lánctalpas harcjármű hordozhatja. Jellemzően 50–60 aknagránát a javadalmazás járművenként. Könnyű hadihajókon is alkalmazzák.

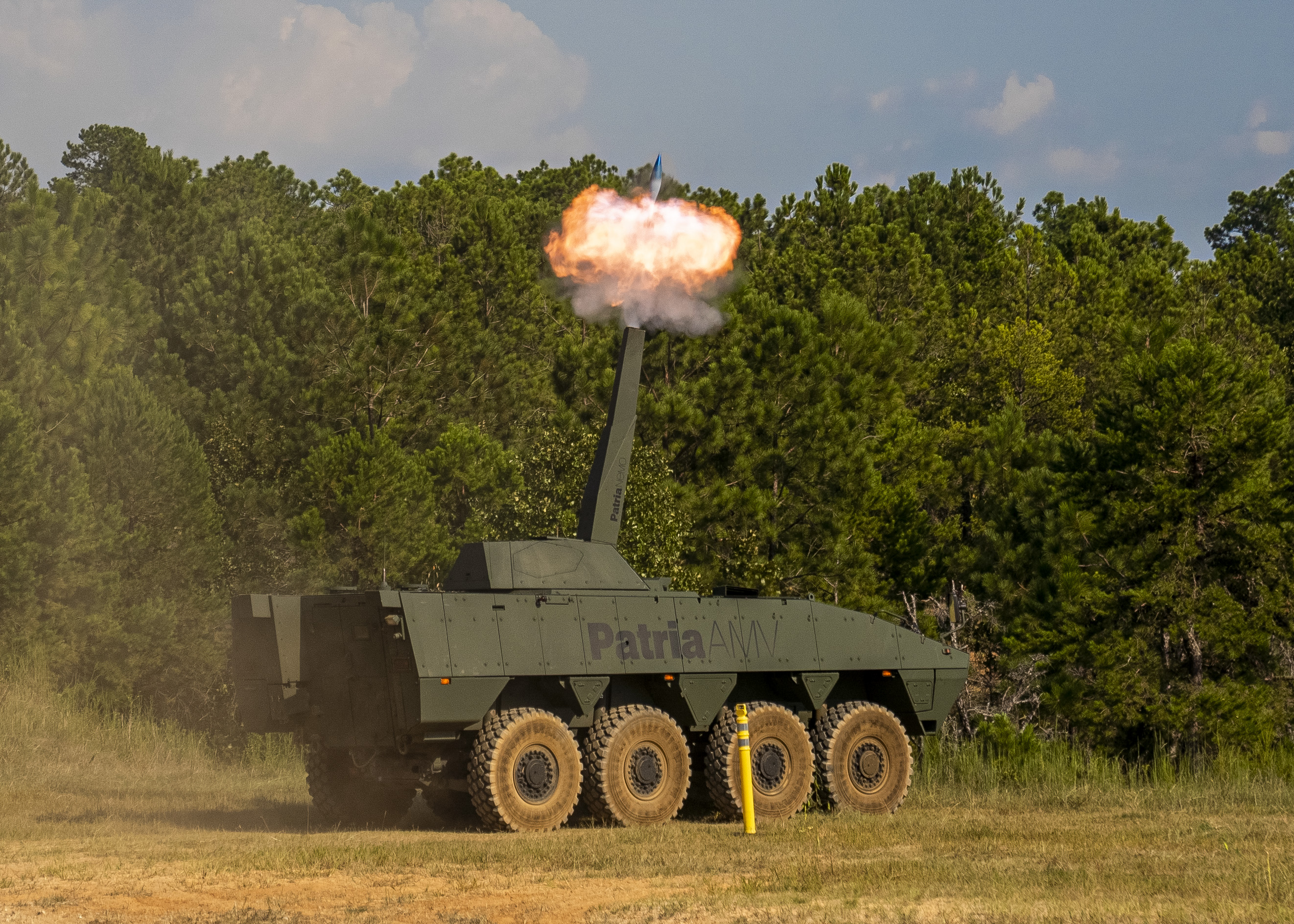
Tüzelés közben. Látható, ahogy gránát elhagyja a csövet
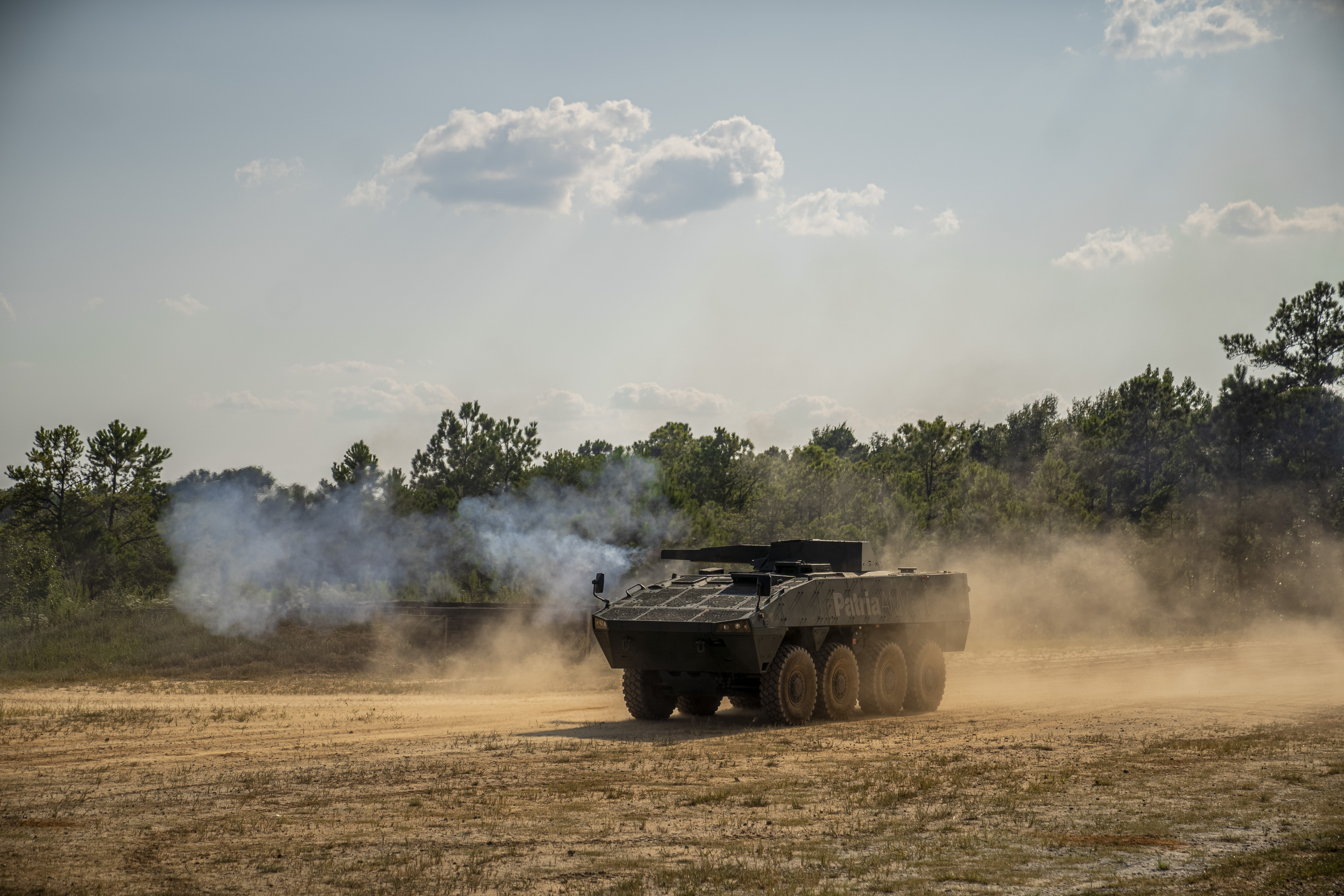
Tüzelés közvetlen irányzással
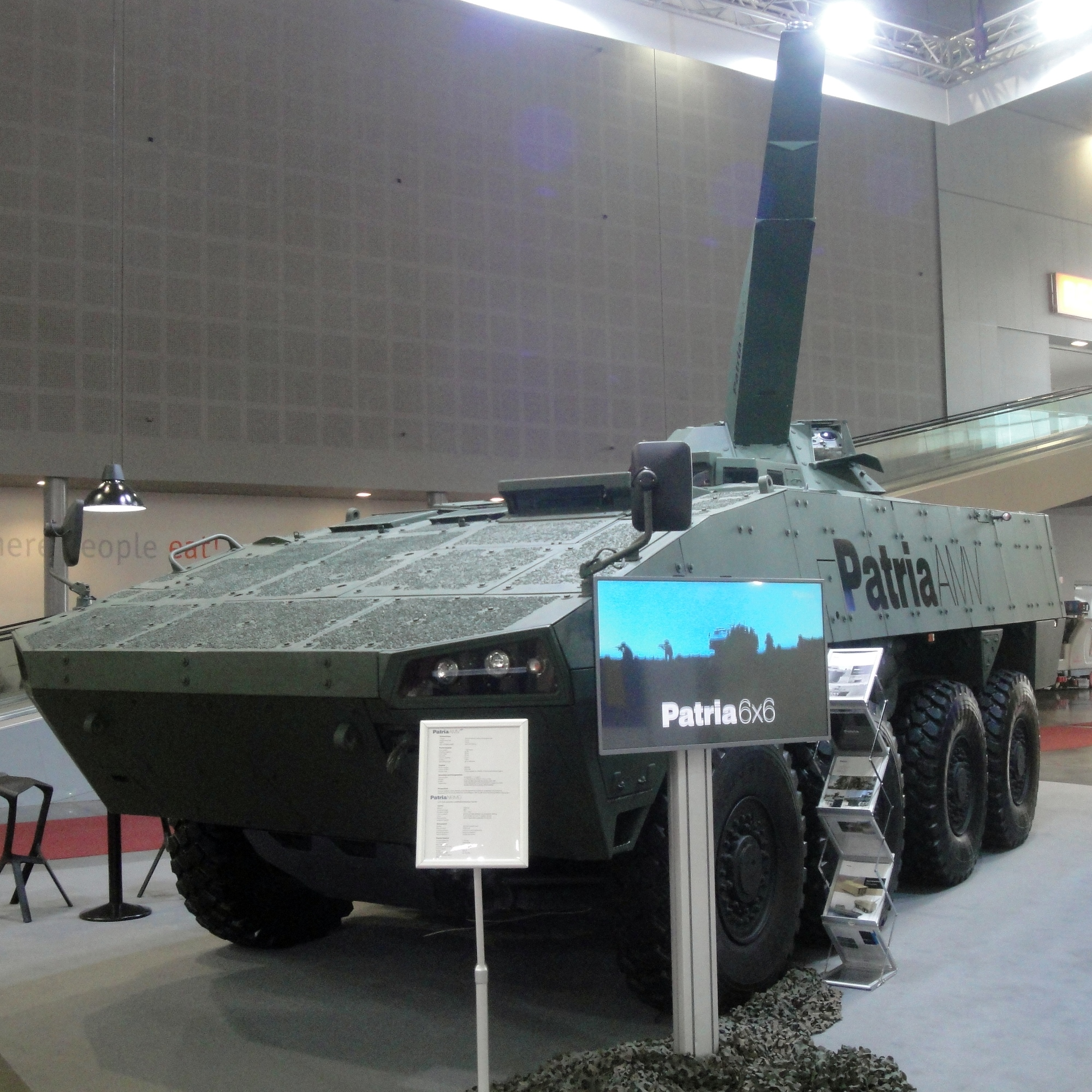
Kiállításon
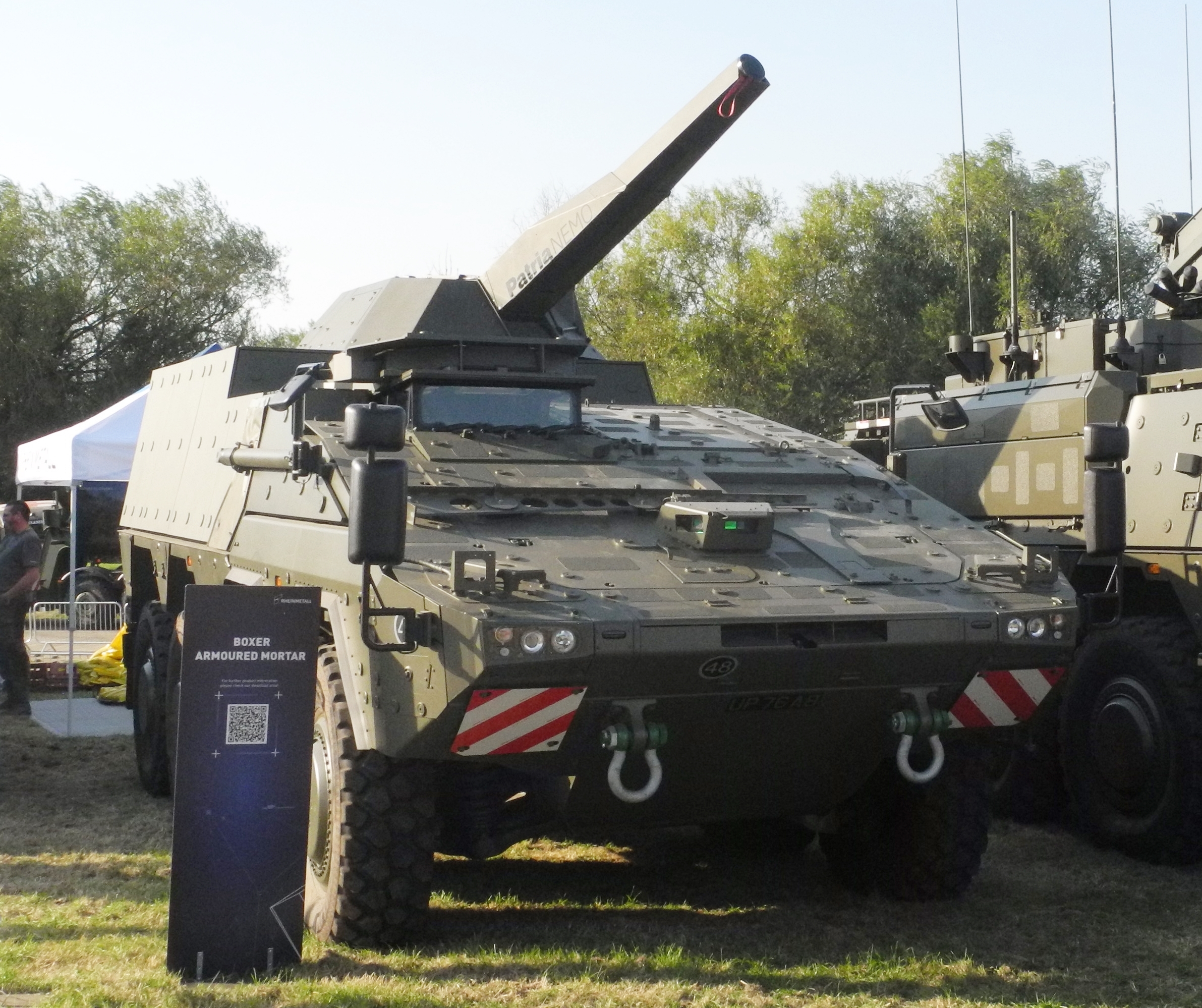
NEMO Boxer alvázon

## Összevetés más hasonló rendszerekkel
Az alábbiakban a legelterjedtebb zárt toronyban elhelyezett modern automata illetve félautomata aknavetők kerülnek összehasonlítására a teljesség igénye nélkül.
|                     | Crossbow      | NEMO          | Mjölner       | RAK           |
| ------------------- | ------------- | ------------- | ------------- | ------------- |
| Gyártó ország       | Izrael        | Finnország    | Svédország    | Lengyelország |
| Űrméret             | 120 mm        | 120 mm        | 120 mm        | 120 mm        |
| csövek száma        | 1 db          | 1 db          | 2 db          | 1 db          |
| Max. lőtávolság     | >10 km        | 10 km         | 13 km         | 12 km         |
| Max. tűzsebesség    | 10 lövés/perc | 10 lövés/perc | 16 lövés/perc | 8 lövés/perc  |
| Kezelők száma*      | 2 fő          | 2 fő          | 3 fő          | 2 fő          |
| Vízszintes irányzás | 360°          | 360°          | 60°           | 360°          |
| Függőleges irányzás | -3°+87°       | -3° / +85°    | +45° / +85°   | -3° / 80°     |

*jármű vezető nélkül, csak az aknavető működtetéséhez szükséges személyzet

## Rendszeresítő, érdeklődő országok
- Amerikai Egyesült Államok – 2020-ban tesztelte az USA hadereje, beszerzési döntés még nincs.[4]
- Finnország – 24 NEMO tornyot vásárolt AMV kerekes harcjárműveihez.[4]
- Magyarország - 24 darab NEMO-val felszerelt Lynx harcjármű beszerzése van folyamatban.[5]
- Németország - 50 millió euró értékben rendeltek NEMO aknavetőket Patria 6x6 alvázon 2025-ben.[6]
- Szaúd-Arábia – 36 tornyot vásárolt LAV II járműveihez[4]
- Szlovénia – 12 NEMO aknavetővel felszerelt AMV kerekes harcjárművet szerzett be 2006 és 2013 között.[4]